# Подопригоровский сельский совет (Лебединский район)
Подопригоровский сельский совет (укр. Підопригорівська сільська рада) — входит в состав
Лебединского района
Сумской области
Украины.
Административный центр сельского совета находится в 
с. Подопригоры
.

## Населённые пункты совета
- с. Подопригоры
- с. Галушки
- с. Грицины
- с. Майдаки
- с. Падалки
- с. Сиренки

## Ликвидированные населённые пункты совета
- с. Косенки
- с. Скляры